# 史贊聖
史贊聖 ，字喬岳，號平庵，福建泉州府晉江縣人，明朝政治人物、賜特用進士出身。

## 生平
崇禎十三年（1640年）庚辰科賜特用出身，官戶部主事。